# Hoplitoidea
De Hoplitoidea, voorheen Hoplitaceae, zijn een superfamilie van uitgestorven ammonieten uit het Laat-Krijt, bestaande uit families verenigd door een soortgelijk hechtpatroon met meerdere vergelijkbare elementen die de neiging hebben om in omvang af te nemen richting de umbilicus, aan de binnenrand van een krans, en die typisch op een rechte lijn liggen. Suturale elementen zijn gewoonlijk ammonitisch, maar in sommige zadelvormig en in andere zijn zowel zadels als lobben glad en onverdeeld. Schelpen zijn variabel van vorm, waarbij zowel geribbelde, evolute vormen als gladde, ingewikkelde vormen zijn inbegrepen.
Families die nu als ondergroepen worden beschouwd, omvatten de Engonoceratidae, Hoplitidae, Placenticeratidae en Schloenbachiidae. Sommige classificaties omvatten echter de Forbesiceridae in plaats van de Engonoceratidae.
De oudere versie van het traktaat omvat naast de vijf reeds genoemde families, de Pulchelliidae, Trochleiceratidae, Douvilleiceratidae, Deshayesitidae en Leymeriellidae, die sindsdien opnieuw zijn toegewezen.